# Jack van Lier
Jack van Lier (Delft, 13 mei 1986) is een Nederlandse handbaltrainer die speelt voor het Zuid-Hollandse Quintus.
In het seizoen 2019/20 werd van Lier kampioen met Quintus. Van Lier deed dit samen met Rob Vis. Het seizoen daarop vormde van Lier een trainers duo met Geert Hinskens. In 2022 beindigde van Lier de samenwerking bij de mannenploeg van Quintus samen met Hinskens.
1. Lars Hemmes ·
2. Hidde van Oirschot ·
3. Troy Oranje ·
4. Ard Vollebregt ·
5. Dean van Haeren ·
6. Collin de Vette ·
7. Marc de Vreede ·
8. Nick Schot ·
9. Mitchell Timmermans ·
10. Martijn Poot ·
11. Yannick Boers ·
12. Paul Vis ·
13. Alex Koop ·
14. Timo Blom ·
15. Rick van Ravesreijn ·
16. Cas van der Harst ·
17. Jari Boer ·
18. René de Bakker ·
19. Kevin Landweerd ·
21. Jaap Mol ·
23. Sven Stok ·
24. Antoni Reniers ·
25. Pieter van der Velden ·
26. Ques Canninga ·
28. Max van Zijderveld ·
32. Kai Overkleeft ·
33. Xander Naaktgeboren ·
35. Patrick Broch ·
Coach: Geert Hinskens & Jack van Lier